# Julian Nowak
Julian Ignacy Nowak, né le 10 mars 1865 à Okocim et mort le 7 novembre 1946 à Cracovie, est un médecin et homme d'État polonais. Il est bactériologiste, professeur de médecine vétérinaire et recteur de l'université Jagellonne, mécène de Stanisław Wyspiański, maire de Cracovie, premier ministre de Pologne de juillet 1922 à décembre 1922, puis sénateur (1922-1927).

## Biographie
Né à Okocim, Julian Nowak est l'ainé des dix enfants de Kazimierz Nowak, propriétaire d'une ferme, et de son épouse Teodozja Siewakowska.
En 1886-1893, il étudie la médecine à l'université Jagellonne, puis poursuit ses études et ses travaux de recherche à Prague, Munich, Heidelberg, Francfort-sur-le-Main, Paris et Vienne. De retour à Cracovie, en 1899, il occupe le poste de professeur au département de médecine vétérinaire de la faculté de médecine de l'université et donne des cours de médecine vétérinaire aux étudiants en médecine et au Collège agricole. Il est nommé professeur ordinaire de médecine vétérinaire en 1906 et en 1915, il est nommé professeur ordinaire de bactériologie. Au cours de l'année universitaire 1911/1912, il est le doyen de la faculté de médecine.

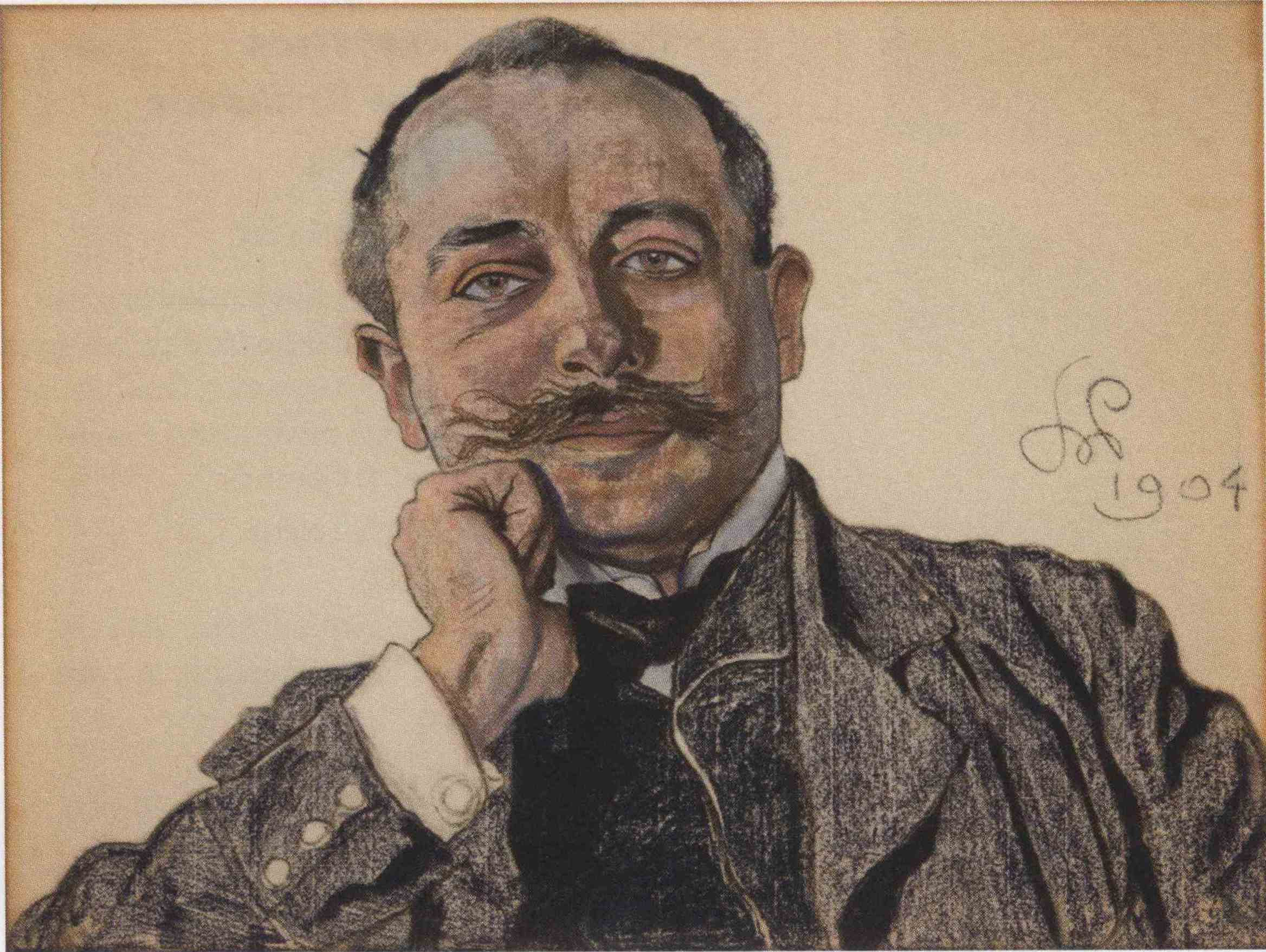
Portrait de Jan Nowak par Stanisław Wyspiański

Julian Nowak est actif dans des associations professionnelles. En tant que président de la Société médicale de Cracovie, il contribue à la construction de son nouvel, dont l'intérieur est conçu par son ami Stanisław Wyspiański. Grâce à l'initiative de Julian Nowak, Cracovie se dote de l'Institut de médecine vétérinaire et expérimentale et de le Laboratoire de production de sérum et de vaccins vétérinaires.
Il mène des recherches principalement dans le domaine de la biologie et de la morphologie des microorganismes et de l'étiologie des maladies infectieuses. Il publie plus de 50 ouvrages, principalement sur la médecine vétérinaire. Publié à Jena, son atlas des bactéries, protozoaires et champignons, Documenta microbiologica, qui contient plusieurs centaines de photographies prises dans son laboratoire, lui acquiert une reconnaissance mondiale.
Il est également membre de nombreuses organisations sociales et économiques. À partir de 1903, il travaille dans la société agricole de Cracovie, dont il sera le vice-président dans les années 1921-1927.

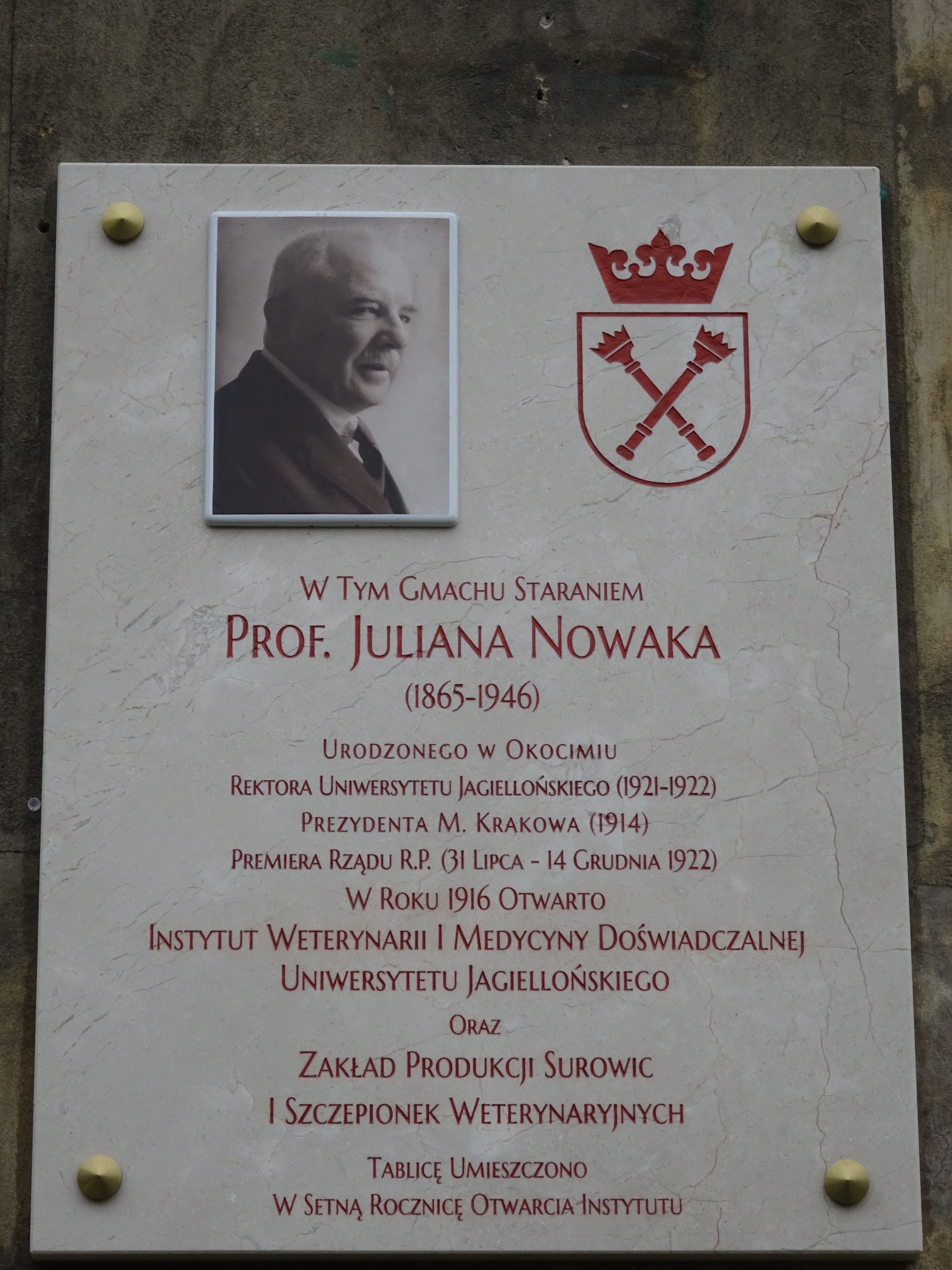
Département de microbiologie de l'Université Jagellonne, 18 rue Czysta - une plaque commémorant le professeur Julian Nowak. Cracovie, 2017.

Élu en 1905 au conseil municipal de la ville, il y siège jusqu'en 1935. Pendant la Première Guerre mondiale, lorsque l'armée russe menace Cracovie à l'automne 1914, son commandant ordonne une évacuation forcée. De nombreux conseillers et le maire Juliusz Leo quittent alors la ville. Le conseil municipal est dissout le 9 novembre et Julian Nowak est nommé commissaire du gouvernement de Cracovie. Le 22 novembre, le président Juliusz Leo revient à Cracovie et reprend la direction de la ville, tandis que Julian Nowak reste jusqu'en 1916 son premier adjoint. Il sera maire de Cracovie de 1919 à 1922. 
En 1921, il devient recteur de l'université Jagellonne et en 1922, le chef du gouvernement de la République de Pologne.
En 1931, il devient membre de l'Académie polonaise des arts et sciences. Il prend sa retraite en 1938.
Expulsé de sa villa rue Wyspiański à Cracovie, saisi pour les besoins de l'armée allemande et reconstruit en casino, il ne la récupère plus car elle est ensuite reprise par l'armée soviétique. Après la guerre, il devient professeur au département de microbiologie agricole de l'Université Jagellonne. Il est mort bientôt après. Il est enterré au cimetière Rakowicki de Cracovie.